# Dysnomia (Mythologie)
Dysnomia (altgriechisch Δυσνομία Dysnomía, deutsch ‚die Missgesetzlichkeit‘) ist in der griechischen Mythologie die Daimona der Gesetzlosigkeit. Sie ist häufige Begleiterin der Ate, der Verblendung, ihre Gegenspielerin ist Eunomia, die Personifikation der gesetzlichen Ordnung. In Hesiods Theogonie wird sie als eine der vierzehn Nachkommen der Eris gelistet.
In der griechischen Mythologie spielt sie nur eine geringe Rolle, nimmt aber in der griechischen Philosophie eine zentrale Rolle ein, besonders in Platons Werk Nomoi. Wie auch den anderen personifizierten Untugenden wurden ihr Tempel errichtet, damit sie einem Ort fernbliebe.
Dysnomia wurde auch eine Krise des athenischen Gemeinwesens unter Solon um 600 v. Chr. genannt, als viele Athener ungeschriebene Regeln des Zusammenlebens missachteten.

## Trivia
2005 wurde der Mond des Zwergplaneten Eris Dysnomia genannt.